# Brussels Indoor
Il Brussels Indoor (conosciuto anche come Donnay Indoor Championships) è stato un torneo professionistico di tennis giocato sul sintetico indoor. 
Ha fatto parte inizialmente del Grand Prix e poi della categoria ATP Championship Series nell'ambito dell'ATP Tour. 
La prima edizione risale al 1980, quando a Bruxelles si giocava un altro torneo chiamato ATP Brussels Outdoor. 
Il torneo si è giocato dal 1980 al 1988 e poi dal 1990 fino al 1992.

## Albo d'oro

### Singolare
| Anno      | Vincitore          | Finalista       | Punteggio                         |
| --------- | ------------------ | --------------- | --------------------------------- |
| 1973      | Stan Smith         | Rod Laver       | 6–2, 6–4, 6–1                     |
| 1974-1979 | Non disputato      |                 |                                   |
| 1980      | Peter McNamara (1) | Balázs Taróczy  | 7–6, 6–3, 6–0                     |
| 1981      | Jimmy Connors      | Brian Gottfried | 6–2, 6–4, 6–3                     |
| 1982      | Vitas Gerulaitis   | Mats Wilander   | 4–6, 7–6, 6–2                     |
| 1983      | Peter McNamara (2) | Ivan Lendl      | 6–4, 4–6, 7–6                     |
| 1984      | John McEnroe       | Ivan Lendl      | 6–1, 6–3                          |
| 1985      | Anders Järryd      | Mats Wilander   | 6–4, 3–6, 7–5                     |
| 1986      | Mats Wilander (1)  | Broderick Dyke  | 6–2, 6–3                          |
| 1987      | Mats Wilander (2)  | John McEnroe    | 6–3, 6–4                          |
| 1988      | Henri Leconte      | Jakob Hlasek    | 7–6, 7–6, 6–4                     |
| 1989      | non disputato      | non disputato   | non disputato                     |
| 1990      | Boris Becker (1)   | Carl-Uwe Steeb  | 7–5, 6–2, 6–2                     |
| 1991      | Guy Forget         | Andrej Čerkasov | 6–3, 7–5, 3–6, 7–6                |
| 1992      | Boris Becker (2)   | Jim Courier     | 6(5)–7, 2–6, 7–6(10), 7–6(5), 7–5 |

### Doppio
| Anno      | Vincitori                                 | Finalisti                       | Punteggio     |
| --------- | ----------------------------------------- | ------------------------------- | ------------- |
| 1973      | Robert Lutz Stan Smith                    | John Alexander Phil Dent        | 6–4, 7–6      |
| 1974-1979 | Non disputato                             |                                 |               |
| 1980      | Steve Krulevitz Thierry Stevaux           | Eric Fromm Cary Leeds           | 6–3, 7–5      |
| 1981      | Sandy Mayer Frew McMillan                 | Kevin Curren Steve Denton       | 4–6, 6–3, 6–3 |
| 1982      | Pavel Složil Sherwood Stewart             | Tracy Delatte Chris Dunk        | 6–4, 6–7, 7–5 |
| 1983      | Heinz Günthardt Balázs Taróczy            | Hans Simonsson Mats Wilander    | 6–2, 6–4      |
| 1984      | Tim Gullikson Tom Gullikson               | Kevin Curren Steve Denton       | 6–4, 6–7, 7–6 |
| 1985      | Stefan Edberg Anders Järryd               | Kevin Curren Wojciech Fibak     | 6–3, 7–6      |
| 1986      | Boris Becker (1) Slobodan Živojinović (1) | John Fitzgerald Tomáš Šmíd      | 7–6, 7–5      |
| 1987      | Boris Becker (2) Slobodan Živojinović (2) | Chip Hooper Mike Leach          | 7–6, 7–6      |
| 1988      | Wally Masur Tom Nijssen                   | John Fitzgerald Tomáš Šmíd      | Walkover      |
| 1989      | non disputato                             | non disputato                   | non disputato |
| 1990      | Emilio Sánchez Slobodan Živojinović (3)   | Goran Ivanišević Balázs Taróczy | 7–5, 6–3      |
| 1991      | Todd Woodbridge Mark Woodforde            | Libor Pimek Michiel Schapers    | 6–3, 6–0      |
| 1992      | Boris Becker (3) John McEnroe             | Guy Forget Jakob Hlasek         | 6–3, 6–2      |